# Свеська дача (втрачене)
Заповідне урочище «Свеська дача» (втрачена) – об’єкт природно-заповідного фонду, що був оголошений рішенням Сумського Облвиконкому №456   від 28.07.1970 року на землях Свеський держлісгосп (Свеська сільська рада). Адміністративне розташування - Ямпільський район, Сумська область.

## Характеристика
Площа – 12 га.

## Скасування
Рішенням Сумської обласної ради від 22.04.2003 року «Про змінив  мережі об'єктів природно-заповідного фонду області» об'єкт було скасовано. 
Зазначена підстава – насадження внаслідок всихання та зараження  стовбурними і іншими хворобами головних порід втратило своє наукове та природоохоронне значення. Підстава не відповідає вимогам законодавства . 
Комісія, на чолі з начальником Харківської лісовпорядної експедиції Л.В.Павлюка провела обстеження урочища 29 травня 2002 року та на прикладі 5 модельних дерев, 3 з яких виявились враженими стовбурною гниллю, ухвалила рішення про необхідність клопотання щодо скасування об'єкту ПЗФ .